# シュペー家

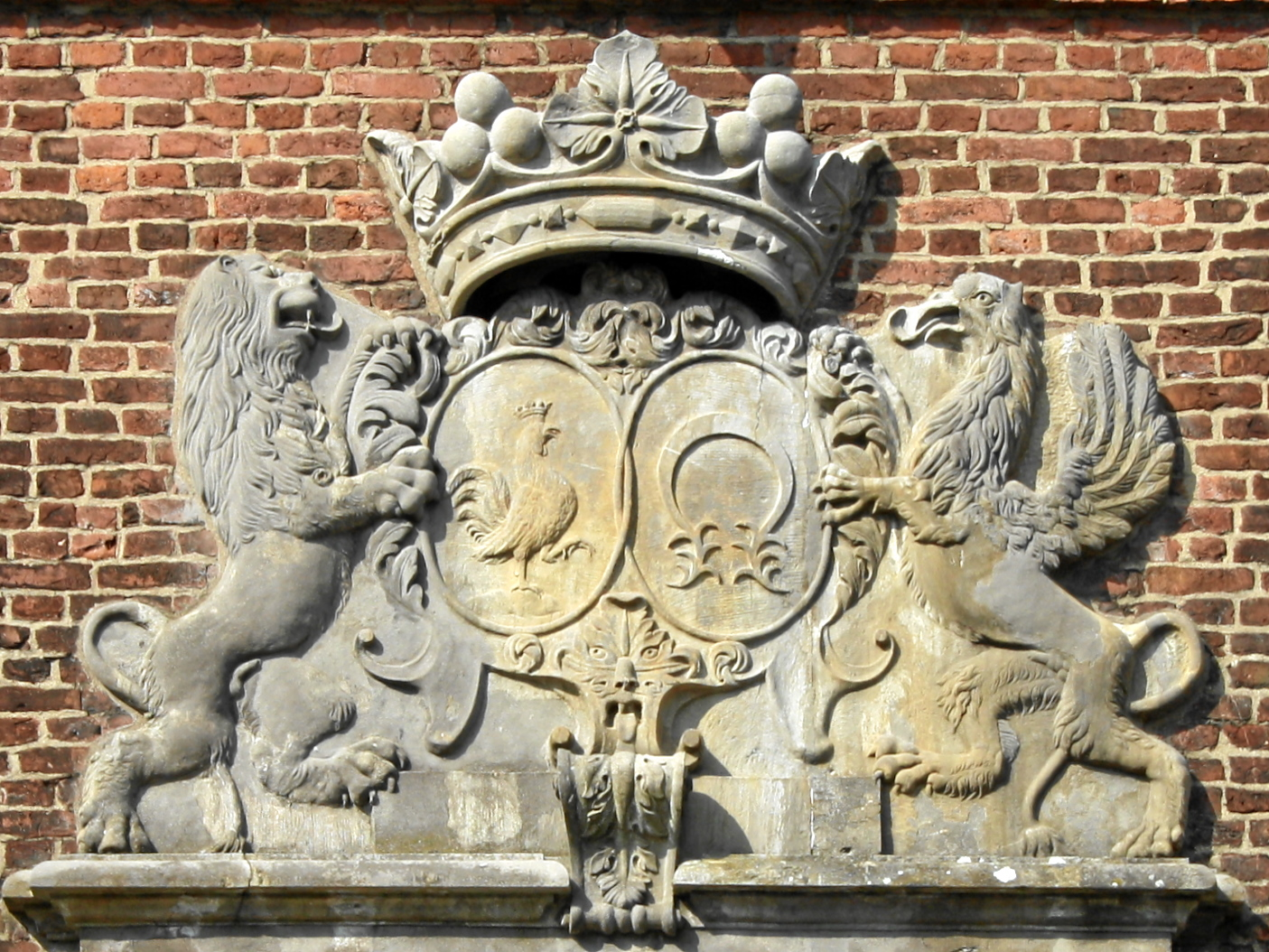
ヘルトルフ城の、シュペー家とロー家の連合紋章。

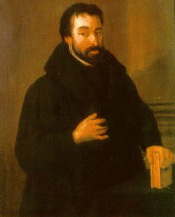
フリードリヒ・シュペー・フォン・ランゲンフェルトの同時代の肖像画。

シュペー家（Spee）はケルン大司教領に出自を持つラインラントの貴族である。

## 歴史
文献に登場する同家の一員の内、最初期の者としてはケルン大司教領のミニステリアーレであったブルーノ・シュペーデ（Bruno Spede）が1166年と1177年の史料に名を残している。
その後、すでに「シュペー」とも呼ばれていたゲーデアルト・シュペーデ・ファン・ランゲンフェルト（Goedeart Spede van Langenfelt）の名が現在まで伝わるニワトリの紋章に記され、登場するのは14世紀の後半に入ってからであった。これによってシュペー家の当主は、同名のラインラントの貴族と自らを区別したのである。
当初、シュペー家はまだ同地の地方貴族の一つであった。14世紀と15世紀には、同家の四名が数少ないラインラント出身の貴族として、リヴォニアにあったドイツ騎士団の騎士に叙任されている。1356年以降、同家はアルテンホーフ（カルデンキルヒェン (Kaldenkirchen) 近郊。1833年に売却）を本拠とし、1662年にはフリードリヒ・クリスティアン・フォン・シュペー男爵が義父のヨハン・ベルトラム・フォン・シャイト (de:Johann Bertram von Scheid genannt Weschpfennig) から相続したデュッセルドルフ＝アンガームント (Düsseldorf-Angermund) のヘルトルフ城 (de:Schloß Heltorf) に移っている。
1672年にはユーリヒ・ベルク公 (de:Herzogtum Jülich-Berg) フィリップ・ヴィルヘルムが彼を公領の全傭兵軍の軍事顧問に任命した。時代とともに所領は拡張を続け、ヘルトルフの分家は1945年まで少なくとも7000ヘクタールの領地を治めている。シュペー家の当主はラインラント出身の帝国騎士爵 (Reichsritterschaft) の一員として、ラインラントの諸侯の宮廷や統治機関で高位を享受した。こうして1739年には、帝国伯 (Reichsgraf) の地位を得ている。
シュペー家は著名な人物を輩出した。神学博士であり、作家でもあったフリードリヒ・シュペー・フォン・ランゲンフェルト（Friedrich Spee von Langenfeld、1591年-1635年）は魔女狩りや拷問に初めて反対した人物の一人である。フランツ・ヨーゼフ・アントン・フォン・シュペー（1791年-1839年）はデュッセルドルフでバイエルン王国、フランス王国そしてプロイセン王国の政府に次々と高官として仕えるという芸当を演じた。ドイツ帝国海軍 (Kaiserliche Marine) 中将、マクシミリアン・フォン・シュペー伯爵（1861年-1914年）はフォークランド沖海戦でドイツ艦隊の指揮官を務め、旗艦であった「シャルンホルスト」の艦上で戦死を遂げている。
その二人の息子も少尉として「ニュルンベルク」、そして「グナイゼナウ」に勤務し戦没している。
17世紀まで同家にはランゲンフェルト、アルデンホーフ、フェルデおよびペールラントの各家系が存在していた。現在まで存続しているシュペー家の伯爵はアルデンホーフ家出身である。現在はヴィルヘルム・フォン・シュペー伯爵（1963年-）がヘルトルフ城の城主を務める。同氏は父、マクシミリアン・フォン・シュペー（1928年-2009年）伯爵の長男として家を継いだ。他にはズィンツィヒ (Sinzig) のアーレンタール城（de:Schloß Ahrenthal、1804年以降）、ラーティンゲン (Ratingen) のリンネップ城（de:Schloß Linnep、1855年以降）、フィンネントロップ (Finnentrop) のアーハウゼン城（de:Schloß Ahausen、1958年以降）、コルシェンブローホ (Korschenbroich) のハウス・フュルト (de:Haus Fürth) およびクロイツナウ＝ウンターマウバッハ
 (de:Kreuznau-Untermaubach) のウンターマウバッハ城（de:Burg Untermaubach、ともに1874年以降）に分家が存在する。
ヘルトルフの本家は他にもデュースブルク＝フッキンゲン (de:Huckingen) にあるケッセルスベルク農場（de:Gut Kesselsberg、1802年以降）、ハウス・レムベルク (de:Haus Remberg) およびハウス・ベックム（de:Haus Böckum、ともに1856年以降）やマリーエンハイデ (Marienheide) のゲルファースハーゲン (de:Gervershagen) 農場（1870年以降）、ブリーロン (Brilon) のアルメ城 (de:Schloß Alme) 、ハウス・ニーダーアルメとハウス・ティンネ（de:Haus Tinne、1912年以降）などの騎士領 (Rittergut) を所有する。同家の資産は少なくとも10億ユーロと推定されている。

## 紋章
本家の紋章 (de:Stammwappen) は銀地に金の王冠を被った赤いニワトリをあしらう。ヘルメットの上には、広げた翼のそれぞれに盾を飾る、王冠を被った雄鶏が描かれている。マントは赤と銀である。銀地に描かれた、この赤い雄鶏（Speevogel、「シュペーの鳥」）は主張に富む紋章である。
シュペー家（ドイツ語版）も参照のこと。

## 一族
- フリードリヒ・シュペー・フォン・ランゲンフェルト (Friedrich Spee von Langenfeld)  （1591年–1635年）、 ケルン選帝侯領 (de:Kurköln) 出身のイエズス会士で神学者。 魔女裁判の印象に影響され、1631年にその建議書、『カウティオ・クリミナーリス』 (de:Cautio Criminalis) の中で法原理、「疑わしきは罰せず」を唱えた。
- アンナ・カタリーナ・シュペー・フォン・ランゲンフェルト（1591年–1631年）、ブルッフハウゼン (Bruchhausen) のワイン農場主。 1631年、魔女であるとの容疑で逮捕され、拷問を受けて処刑された。ヴォルフガンク・ニーデッケン (Wolfgang Niedecken) の七代前の先祖にあたる[6]。
- ヴィルデリヒ・フォン・シュペー (de:Wilderich von Spee) 伯爵 （1830年–1890年）、デュッセルドルフの行政法学者。ラントクライス＝デュッセルドルフ (de:Landkreis Düsseldorf) の郡長を務めた。
- フェルディナント・フォン・シュペー （1855年–1937年）、解剖学者で発生学者。シュペー曲線 (Curve of Spee) を参照のこと。
- ヘリベルト・フェルディナント・オクタヴィアン・フォン・シュペー（1863年–1930年）、 少将。
- マクシミリアン・フォン・シュペー伯爵 （1861年–1914年）、第一次世界大戦に参加したドイツ帝国海軍の中将。
- シュテファン・フォン・シュペー (de:Stephan von Spee) 伯爵、 （1866年–1956年）、クライス・ボルケンの郡長。
- マクシミリアン・フォン・シュペー伯爵にちなんで、ドイツ海軍に所属した複数の軍艦が名づけられている。
  - 大型巡洋艦（巡洋戦艦、1917年に進水）。グラーフ・シュペー (de:SMS Graf Spee) を参照のこと。
  - 第二次世界大戦中の装甲艦（1934年-1939年）。グラーフ・シュペーを参照のこと。
  - ドイツ連邦海軍のフリゲート艦（1959年-1967年）。グラーフ・シュペー (de:Graf Spee (F 215)) を参照のこと。

## 個別の典拠
1. ↑  ケルン大司教ライナルト・フォン・ダッセルの記録。
2. ↑  アントン・ファーネ（Anton Fahne）著、『Urkundenbuch d. Geschlechts der Spede, jetzt Spee』、 ケルン、 1874年。
3. ↑  Maximilian Graf Spee gestorben RP online, 2009年9月2日
4. ↑  Maximilian Graf von Spee beigesetzt RP online, 2009年9月10日
5. ↑  Grafenhaus liefert sich Erbschlacht um Millionen Spiegel Online、2006年3月6日版。
6. ↑  Vorfahren gesucht (Folge 9)、2012年1月20日放送、WDRテレビ (WDR)

## 文献
- オットー・フップ (de:Otto Hupp) : Münchener Kalender 1924. Buch u. Kunstdruckerei AG, München / Regensburg 1924.
- 系譜学的な貴族の便覧 (de:Genealogisches Handbuch des Adels) , Adelslexikon Band XIII, Band 128 der Gesamtreihe, C. A. Starke Verlag, Limburg (Lahn) 2002, ISSN 0435-2408